# Allium grande
Allium grande là một loài thực vật có hoa trong họ Amaryllidaceae. Loài này được Lipsky mô tả khoa học đầu tiên năm 1894.